# امامزاده سید جمال‌الدین (کهگیلویه)
- ۳۰°۴۸′۸٫۴۷″ شمالی ۵۰°۱۷′۴۳٫۵۵″ شرقی / ۳۰٫۸۰۲۳۵۲۸°شمالی ۵۰٫۲۹۵۴۳۰۶°شرقی

بقعه امامزاده سید جمال الدین در ضلع شمال غربی روستای خشاب تلخ (کفشکنان) رود تلخی از توابع بخش مرکزی شهرستان کهگیلویه قرار دارد. روستای خشاب تلخ (کفشکنان) در شمال کوه پیتک و ۱۸ کیلومتری مغرب سد مخزنی مارون و ۳۰ کیلومتری شمال غربی بهبهان واقع شده‌است.

## بنیاد سازه
بنای امامزاده قدیمی، از گچ و سنگ اخته شده و ابعاد آن ۴×۶ متر است. دارا گنبد خانه‌ای ۴×۴ متر که در بالای آن گنبدی مخروطی به ارتفاع ۴۴ متر از ابتدای سقف تا نوک استوار گردیده و در زیر آن مرقد امامزاده به ابعاد ۱۴۰×۱۰۰×۸۰ سانتی‌متر قرار گرفته‌است. این گنبد خانه در جهت غرب بنا و درب آن رو به جنوب باز می‌شود. متصل به گنبد، یک واحد اتاق ۴×۳ متر قرار دارد که با گچ و سنگ که سقف آن با تیر آهن پوشش داده شده که جهت زائر سرا مورد استفاده قرار می‌گیرد، و درب ورودی آن به طرف جنوب باز می‌شود، و این درب به شکل قدیمی با چوب ساخته شده‌است. بنای اولیه ساختمان چندان قدیمی نیست، حدوداً به اواخر دورهٔ قاجار بر می‌گردد.

## مکان‌های تاریخی
در فاصله ۲۰۰ متری بقعه چشمه معروف خشاب تلخ و در فاصله ۱۰۰۰ متری مرقد امامزاده دیگری به نام امامزاده حسین قرار گرفته‌است، که چشمه معروف خشاب شیرین جاری و آب آن شرب و گوارا است.
این بنا از ابتدای احداث (۱۳۳۵ ه‍. ق) تا کنون چندین بار مرمت و تعمیر گردید، اما در سال (۱۳۶۲ ه‍. ش) با همیاری مردم روستا باز سازی و باز پیرایی اساسی شد. در رابطه با شجره نامه امامزاده به استناد اقوال سال خورده گان و آگاهان محلی و اعتقادات منطقهٔ از اولاد واحفاد امام موسی کاظم می‌باشد؛ و اخیراً یعنی از سال ۱۳۸۶ مجدداً بنای مذکور تخریب و با مصالح روز و به سبک جدید در حال بازسازی می‌باشد.

## شجره نامه

شجره نامه امامزاده سید جمالدین از نسخه خطی کتاب بحرالانساب

در همین رابطه سندی با تاریخ تحریر ۱۳۷۸ ه‍.ق به نقل از کتاب بحر الانساب آل رسول‌الله (ص) موجود است.
((بسم الله الرحمن الرحیمالحمدلله رب‌العالمینو العاقبه للمتقین و صلی الله علی محمد و آله الطاهرین مام بعد، بر حسب فرموده بحرالانساب صحیحه معتبره، امام‌زاد ه سید جمال الدین (ع) ابن امامزاده عبدالله ابن امامزاده حسن ابن امامزاده علی بن امامزاده محمد ابن امامزاده ابراهیم ابن امام موسی کاظم (ع) است؛ و در زمان خلافت بنی عباس علیه اللعن و العذاب در خاک طیبی، حضرات ابلق سواران آن بزرگوار را شهید نمودند و بقعهٔ متبرکه آن امامزاده بین دو گچ پایین و دو سنگ بزرگ دوازده قدمی دهانهٔ تنگ کفش کنون مدفون است و موقفه آن بزرگوار محدود به حدود اربعه قبله، متصل به خشو تلخ شمال متصل به خش آب شیرین کوه باد، کر کفش کنون جنوب، دربلند، ملک اراضی مزبور شش دانگ متعلق به سیورغال امامزاده واجب التعظیم می‌باشد که عواید و بهره‌برداری آنرا سالیان اخذ و تعمیر بقعه متبرکه آن بزرگوار نمایند و هر فردی متولی و جاروبکار است تولیت عواید با اوست احدی حق مزاحمت ندارد که لعنتی خواهد بود در دوم شعبان المعظم ۱۳۷۸ هجری قمری (نبوی)))۱

## امامزاده در باورها
امامزاده سید جمال الدین در بین مردم منطقه روتلخی از جایگاه اعتقادی ویژه‌ای برخوردار است. در ایام ماه مبارک رمضان و محرم به ویژه در ایام سوگواری و عزاداری تاسوعا و عاشورا و اربعین حسینی مردم از روستاهای هم جوار و عشایر به این مکان می‌آید و مورد استقبال مردم روستا و متولیان امامزاده قرار می‌گیرند. ۲ حتی در ایام عید نوروز و روزهایی که نذورات دارند از شهرهای بهبهان و روستاهای اطراف بهبهان به این مکان می‌آیند و پس از زیارت سفره می‌کشند و از مردم روستا پذیرایی می‌کنند عموماً مردم روستا از تیرهٔ روتلخی طیبی هستند که همگی به چند واسطه قرابت سببی و نسبی دارند و از قدیم‌الایام در این منطقه اسکان دائم داشتند.
۱- این شجره نامه ممهور به مهر تعدادی از بزرگان و علمای سادات امامزاده علی است که در حاشیه بالای آن آقا سید محمد جواد تقوی ره تأیید کرده‌است.
۲- در این ایام (۱۳۳۷–۱۳۶۹) درویش گرجی رحیمی فرزند کای حجی متولی امامزاده مذکور بوده‌است.